# 근본주의 신학
근본주의 신학(Fundamental theology)이란 하나님의 절대성과 성경의 절대성을 강조하는 특징을 가지며, 특별히 성경의 무오성을 전제한 전통적인 신학이다. 또한 세속적 가치관의 새로운 변화와 도전에 경계하는 신학적 경향이다. 근본주의 신학의 역사적 태동은 19세기 출현한 자유주의 신학의 도전으로 정통신학을 방어하기 위한 목적으로 시작되었다. 근본주의 신학이란 보수주의 신학과 유사하다. 그러나 몇가지에서 차이점이 있다. 보수주의는 어떤 근거에 철학을 주지 않고 무조건적으로 전통을 보수하려는 것이지만, 근본주의란 기독교의 근원적인 원리를 철저하게 포기하지 않고 지키려는 신앙적 신학적 관점이 있다. 그리고 근본주의 신학은 성경에 근거한다라는 신념에 철저한 방식이다. 보수주의는 전통에 충실하지만 근본주의 신학은 성경의 원리에 따르는데 철저한 방식이다. 보수주의는 최고 위치에 있는 결정자들이 새로운 것을 받아드리면 변화가 쉽게 오지만 근본주의적 변화는 위에서 오지 않고 성경에 대한 개인의 신앙적 양심과 해석에서 변화가 발생한다. 이런 변화는 종교 개혁가들에게서 그 예를 볼 수 있다. 일반적으로 근본주의 신학에 대한 오해는 보수주의라고 평가하기 때문이다. 근본주의 신학의 근원적인 사상을 정확하게 알지 못하고 비판하는 경우가 많이 있다. 또한 근본주의 신학을 절대무오한 신학적 교리로서 교리화하는 것도 문제이다. 성경적 근거에 따른 평가와 비판을 수용하지 않는 배타적 근본주의 신학은 존경과 영향력에서 멀어지게 된다. 역사적 정통주의 신학의 흐름에서 근본주의 신학의 본질은 그 모습을 이어가고 있다.

## 근본주의 신학의 주장들
- 축자영감설에 기반한 성서무오
- 예수의 신성-예수는 참된 하나님의 아들이시다.
- 예수의 대속[2]
- 예수의 육체적 부활과 재림
- 예수의 동정녀 탄생

## 같이 보기
- 보수주의 신학